# سیرا پسیفیک ایرلاینز
سیرا پسیفیک ایرلاینز (به انگلیسی: Sierra Pacific Airlines) یک شرکت هواپیمایی با کد یاتا SI است که در تاریخ ۱۹۷۱ میلادی تأسیس شده است. دفتر مرکزی سیرا پسیفیک ایرلاینز در توسان، آریزونا، ایالات متحده آمریکا واقع شده‌است و قطب این شرکت هواپیمایی در فرودگاه بین‌المللی توسان قرار دارد.